# 小泊村
小泊村（こどまりむら）は、青森県北津軽郡に置かれていた村。漁業が中心産業で、特にイカ漁は全体の70%を占める。小泊は、アイヌ語のポン・トマリに由来し、「小さな港」を意味するといわれる。

## 地理
津軽半島の北端近くに位置し、北津軽郡の最北端。やや南北に長い形をしているが権現崎が日本海に飛び出しているため、東西約13 km、南北約16 kmとなっている。また平地がほとんどなく建物の多くは尾崎山のある半島か、その付け根に集中する。
- 山:矢形石山 (586.9 m)、尾崎山 (229.7 m)、三角山 (185.8 m)、板割山 (178.5m)、稲荷山 (41m)
- 河川:小泊川、板割沢、冬部川、折腰内川、傾り石沢、七ッ滝沢、袰内川、鮪沢山
- 湖沼:大沼、小泊ダム
- 滝:七ッ滝、燕ノ滝

### 隣接していた自治体
- 北津軽郡:市浦村→五所川原市（市浦）
- 東津軽郡:三厩村→外ヶ浜町（三厩）

## 沿革
- 1889年（明治22年）4月1日 - 町村制施行により、小泊村が発足。
- 2005年（平成17年）3月28日 - 中里町と合併し、中泊町となる。

## 村長
- 秋元金四郎

## 地域

### 教育
- 青森県立金木高等学校小泊分校
- 小泊村立小泊中学校
- 小泊村立小泊小学校
- 2022年4月1日には小泊小・中学校が統合し、小中一貫校「中泊町立こどまり学園」に移行した。
- 小泊村立小泊幼稚園

## 交通

### 鉄道
村内を鉄道路線は通っていない。最寄り駅は、津軽鉄道線の津軽中里駅。

かつては、津軽鉄道線を十三湖方面に延伸して村内に駅を設ける計画もあった。

### 路線バス
- 弘南バス

## 名所・旧跡・観光・歳事
- 権現崎
- 権現祭（8月14日 - 16日）
- 道の駅 こどまり
- 縄文沼遺跡…縄文晩期～弥生時代の集落跡
- 柴崎城址…安東氏最後の拠点
- 坊主沢遺跡…弥生時代の交易拠点
- 弁天島遺跡…室町時代の遺跡
- 冬部製塩跡…近世（江戸時代）の製塩跡
- みちのく松陰道…吉田松陰と宮部鼎蔵が津軽海峡の警防状況を検分するために歩いた道
- 津軽森林鉄道（小泊海岸林道）…軌道跡がみちのく松陰道の道中や七ツ滝などに現存している
- 小説「津軽」の像記念館…太宰治とタケが再開した地で小説「津軽」の世界に迫ることができる

## 出身有名人
- 三上寛（フォークシンガー、俳優）
- 升田敏則（実業家）
- 升田世喜男（衆議院議員）